# 赫頓崖
赫頓崖（英語：Hutton Cliffs）是南極洲的山崖，位於羅斯島，處於福特岩以北4公里的哈特角半島西部，由英國探險隊發現，現時由南極條約體系管理。